# 긴 한국어 낱말
국립국어원에서 편찬한 표준국어대사전에 수록된 낱말 중에서는 니코틴아마이드 아데닌 다이뉴클레오타이드(nicotinamide adenine dinucleotide)란 낱말이 19자로 가장 긴 낱말이다. (같은 말인 니코틴아미드 아데닌 디뉴클레오티드는16자다.) 그 밖에도 고려 시대에 제작된 청자 대접인 청자양인각연당초·상감모란문은구대접(靑磁陽印刻蓮唐草·象嵌牧丹紋銀釦大楪)이 17자, 클로로트리플루오로에틸렌중합체(chlorotrifluoroethylene polymer)가 15자이고 프로그램 가능 판독 전용 메모리(programmable read only memory) 13글자의 낱말들로 긴 낱말의 대부분이 학술 전문 용어들이다.
동식물의 이름 중에는 얼룩보금자리산세비에리아가 12자, 고운점박이푸른부전나비, 모시금자라남생이잎벌레, 송곳벌레살이납작맵시벌, 어리등에살이뭉툭맵시벌이 각각 11자이다.
표준국어대사전에 실려 있지 않은 것 중에는 작은홍띠점박이푸른부전나비(13자), 살찐꼬리난쟁이여우원숭이(12자)가 있다.
그리고 분자의 이름 중에는, 헥사나이트로헥사아자이소부르치탄이라는 16자의 분자명이 있다.
고유명사와 전문 용어를 뺀 낱말 중에는 ‘작고 단단한 물건이 약간씩 튀면서 잇따라 굴러 가는 모양’이라는 뜻의 조선민주주의인민공화국 말 "딱다그르르딱다그르르하다"와 이보다 느낌이 큰 말인 "떡더그르르떡더그르르하다"가 12자로 제일 긴 낱말이다.

## 고유 명사

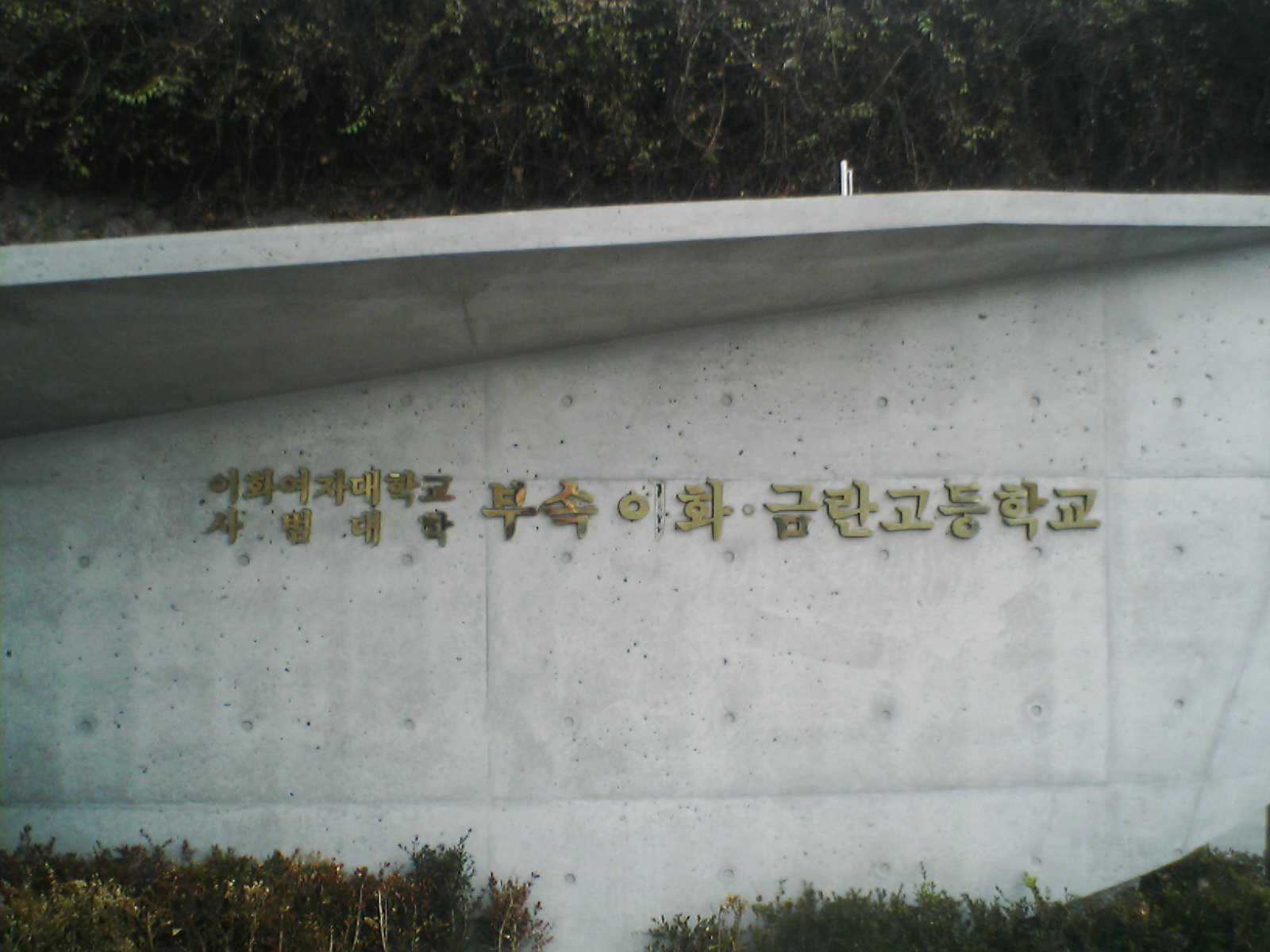
이화여자대학교 사범대학 부속 이화·금란고등학교는 대한민국에서 가장 긴 학교 이름으로 여겨진다.

대한민국에서 가장 긴 지명은 안돌이지돌이다래미한숨바우 (강원도 정선군, 13자)이며, 가장 긴 이름을 가진 학교는 이화여자대학교 사범대학 부속 이화·금란고등학교(21자)이다.
보물 727호인 이조순치7월20일봉교생원선교랑전해위선교랑행목능참봉자순치7년6월일(吏曹順治七月二十日奉敎生員宣敎郞田瀣爲宣敎郞行穆陵參奉者順治七年六月日)은 35자이다. 고려의 사경(寫經)의 하나인 감지금니대방광불화엄경입불사의해탈경계보현행원품정원본(紺紙金泥大方廣佛華嚴經入不思議解脫境界普賢行願品貞元本)은 27자이고 천수경의 한 종류인 천수천안관자재보살광대원만무애대비심대다라니경은 23자이다.
가장 긴 철도역명은 공식역명을 기준으로 하면 중앙로(대구광역시 동인청사, 중구청, 대구근대골목, 대구퍼스트치과의원 ,에듀윌 공무원학원)역으로 38자, 주역명만을 놓고 보면 부산 도시철도 2호선의 국제금융센터·부산은행역이 10자이다. 환승역 중에서는 서울 지하철 2호선, 수도권 전철 4호선, 서울 지하철 5호선의 환승역인 동대문역사문화공원역이 9자이고, 경전철 역중에서는 의정부 경전철의 경기도청북부청사역이 8자이다.
고종실록의 원래 이름은
고종순천융운조극돈륜정성광의명공대덕요준순휘우모탕경응명입기지화신열외훈홍업계기선력건행곤정영의홍휴수강문헌무장인익정효태황제실록(高宗純天隆運肇極敦倫正聖光義明功大德堯峻舜徽禹謨湯敬應命立紀至化神烈巍勳洪業啓基宣曆乾行坤定英毅弘休壽康文憲武章仁翼貞孝太皇帝實錄)으로 65자이다.
조선 순조의 원래 시호는 순조선각연덕현도경인순희체성응명흠광석경계천배극융원돈휴의행소윤희화준렬대중지정홍훈철모건시태형창운홍기고명박후강건수정계통수력공유범문안무정영경성효대왕(純祖宣恪淵德顯道景仁純禧體聖凝命欽光錫慶繼天配極隆元敦休懿行昭倫熙化浚烈大中至正洪勳哲謨乾始泰亨昌運弘基高明博厚剛健粹精啓統垂曆功裕範文安武靖英敬成孝大王)으로 77자이다.
추존왕인 조선 문조의 시호는 이보다도 더 길다. 문조체원찬화석극정명성헌영철예성연경융덕순공독휴홍경홍운성렬선광준상요흠순공우근탕정계천건통신훈숙모건대곤후광업영조장의창륜행건배녕기태수유희범창희입경형도성헌소장굉유신휘수서우복돈문현무인의효명익황제(文祖體元贊化錫極定命聖憲英哲睿誠淵敬隆德純功篤休弘慶洪運盛烈宣光濬祥堯欽舜恭禹勤湯正啓天建通神勳肅謨乾大坤厚廣業永祚莊義彰倫行健配寧基泰垂裕熙範昌禧立經亨道成獻昭章宏猷愼徽綏緖佑福敦文顯武仁懿孝明翼皇帝)로, 총 101자이다.
대한민국의 법률 중 가장 긴 법은 1967년 3월 3일에 제정된 <대한민국과아메리카합중국간의상호방위조약제4조에의한시설과구역및대한민국에있어서의합중국군대의지위에관한협정의시행에따른국가및지방자치단체의재산의관리와처분에관한법률>(82자)이다. 이는 하나의 낱말이 아니라 낱말을 띄어 쓰지 않아서 길어진 것이다. 2005년부터 제정되는 법률 제목에는 띄어쓰기가 들어가므로 이런 예는 더 이상 나오지 않을 것이다. 해당 법률의 제명도 2011년 7월 개정 당시 띄어쓰기를 반영하여 수정됐다.

## 같이 보기
- 잰말 놀이
- 위키백과:제목이 한글 한 글자인 문서 목록